# Pères pèlerins
Pour les signataires de la Déclaration d'indépendance ou la Constitution des États-Unis, voir Pères fondateurs des États-Unis.

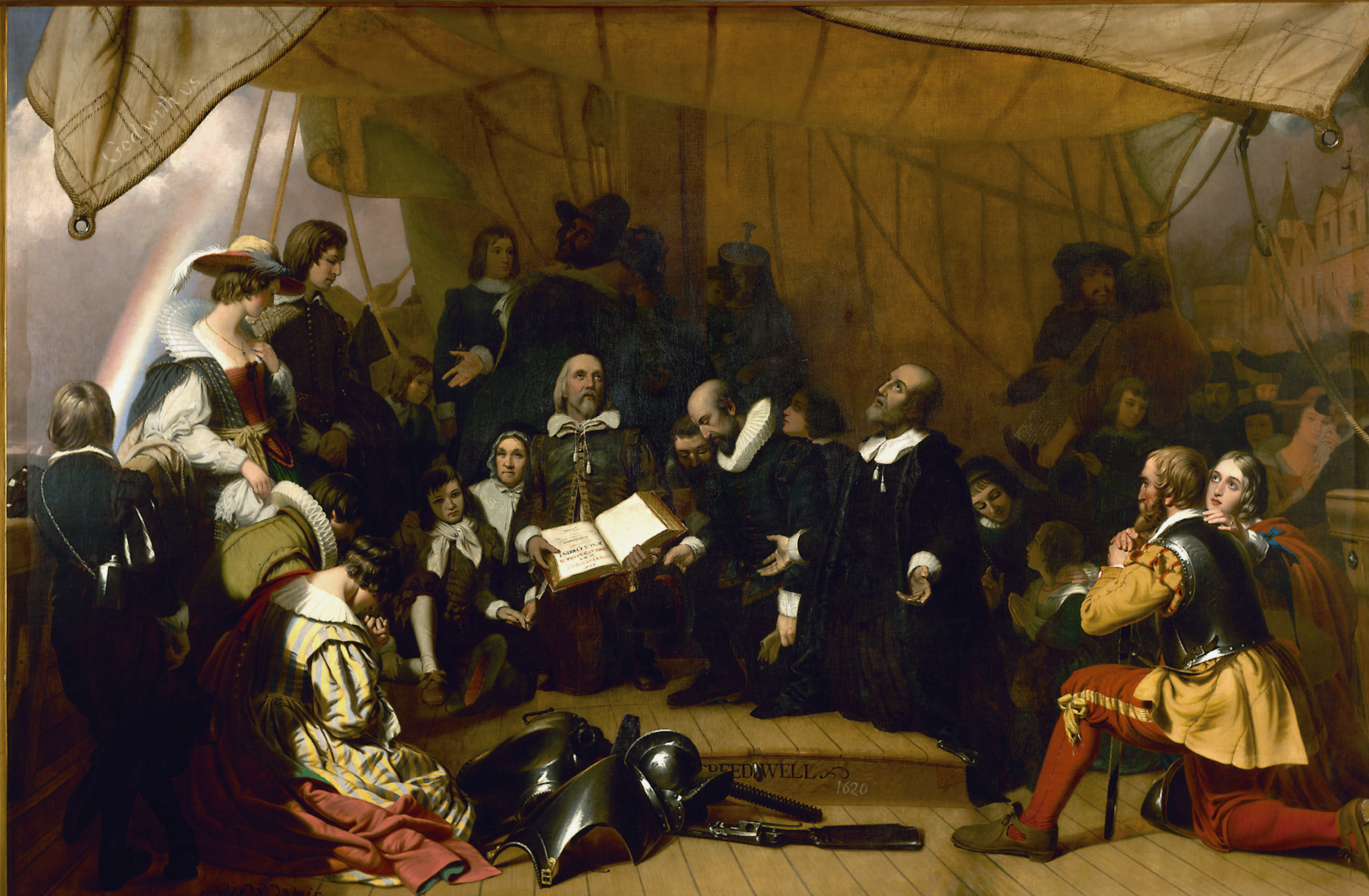
Embarkation of the Pilgrims : Les Pères pèlerins ou puritain sur le Speedwell, tableau de Robert Walter Weir (1843, Kapitol der Vereinigten Staaten).

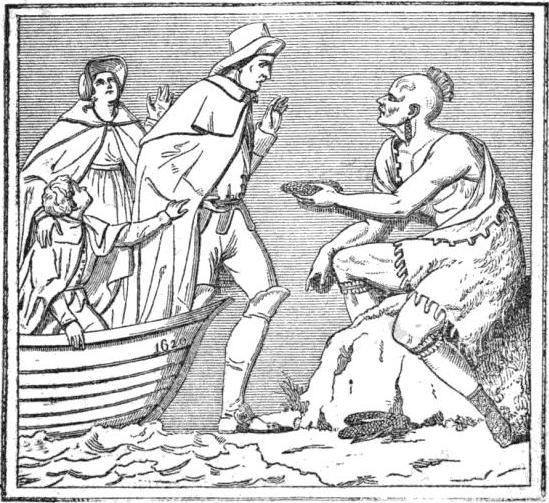
Le Débarquement des Pères pèlerins en 1620, gravure d'après un bas-relief d'Enrico Causici pour la rotonde du Capitole des États-Unis (1825).

L'expression Pères pèlerins (en anglais : Pilgrim Fathers), apparue seulement au XIXe siècle, désigne un groupe de dissidents anglais exilés aux Provinces-Unies, qui, en 1620, ont fait la traversée d'Angleterre au Massachusetts sur le vaisseau Mayflower, ont fondé la colonie de Plymouth et sont traditionnellement considérés comme les premiers « Américains ».
Cette expression est issue d'une allusion faite par un de leurs leader, William Bradford, à un passage de l'Épître aux Hébreux (XI, 13 :  « C'est dans la foi qu'ils sont tous morts sans avoir obtenu les choses promises ; mais ils les ont vues et saluées de loin, reconnaissant qu'ils étaient étrangers et pèlerins sur la terre » . 

## Contexte

### Les réfugiés anglais de Leyde (1609-1620)
L'initiative du voyage du Mayflower revient à un groupe de dissidents protestants anglais (de la mouvance dite « séparatiste », origine du congrégationalisme) de la région de Scrooby, dans le comté de Yorkshire, réfugiés en Hollande (la province la plus importante de la république des Sept Provinces-Unies des Pays-Bas) à partir de 1609, afin d'échapper à la politique répressive menée par le roi Jacques Ier, très hostile aux dissidents.
En 1606, le nouvel archevêque d'York de l’Église d'Angleterre, Tobias Matthew, lance une campagne de répression contre les puritains et les séparatistes (ainsi d'ailleurs que contre ceux qui restent attachés à la foi catholique). Les pasteurs désobéissants sont remplacés et des séparatistes sont condamnés à des amendes voire emprisonnés. Cette campagne provoque des départs en exil.
Les réfugiés de Scrooby s'installent dans la ville hollandaise de Leyde, où ils forment une congrégation spécifique. Mais au bout d'une dizaine d'années, craignant de voir leurs enfants devenir des Hollandais, ils envisagent de revenir vivre dans un territoire relevant de la couronne anglaise, mais pas dans le royaume d'Angleterre même. 
Ils décident donc de partir en Amérique du Nord, dans une région où la colonisation anglaise vient de commencer.

### La colonisation européenne en Amérique du Nord
Les Espagnols, détenteurs de la plus grande partie de l'Amérique en vertu du traité de Tordesillas (1494), sont présents depuis le début du XVIe siècle dans les Caraïbes, au Mexique à partir des années 1530 ; en 1564, ils instituent la colonie de Floride, qui couvre en théorie les territoires au nord du golfe du Mexique.
Sans tenir compte du traité de 1494, les Français s'installent dès 1534 dans la région de l'estuaire du fleuve Saint-Laurent, instituant la colonie de Nouvelle-France (capitale : Québec).
Les Anglais interviennent un peu plus tard : ils achètent à l'Espagne, après avoir conclu le traité de paix de 1604, au terme de dix-neuf ans de guerre, le droit de coloniser les terres situées au nord du cap Fear et en 1607, instituent la colonie de Virginie (capitale : Jamestown), qui s'étend (en théorie) jusqu'au Saint-Laurent.
C'est vers la Virginie que les Anglais de Leyde décident de partir, un endroit où ils espèrent jouir de plus de liberté effective qu'en Angleterre.

## Histoire des Pères pèlerins

### Le projet
La congrégation des Anglais de Leyde a pour pasteur John Robinson, qui donne son accord au départ d'une partie de ses ouailles. Le responsable véritable est John Carver, qui va diriger l'opération jusqu'à sa mort en 1621.
Il se rend en Angleterre afin de trouver des mécènes et investisseurs et de négocier avec les autorités l'arrivée de ce groupe dans la colonie.

### Le début du voyage: leSpeedwellet leMayflower
Deux navires sont d'abord impliqués : le Mayflower, qui part de Londres avec un groupe de colons ayant des compétences professionnelles utiles, recrutés par les hommes d'affaires qui financent l'opération ; le Speedwell, qui vient chercher les réfugiés de Leyde à Delfshaven.
Les deux navires se rejoignent à Southampton, où le Mayflower attend le Speedwell, pour un départ prévu le 22 juillet. Mais le Speedwell se révèle déjà inadapté à un long voyage, sa coque étant endommagée. Après une réparation à Southampton même, d'où le départ a finalement lieu le 5 août, il faut de nouveau réparer à Dartmouth, mais c'est encore insuffisant : alors que les deux navires se trouvent à 200 miles au-delà de Land's End, l'avarie réapparaît. John Carver décide de revenir à Plymouth, d'y abandonner le Speedwell et de ne repartir qu'avec le Mayflower. Une partie des réfugiés ne peut être embarquée et doit revenir en Hollande.
C'est pourquoi on considère que le véritable départ du Mayflower a lieu de Plymouth, le 16 septembre 1620 (le 6 septembre selon le calendrier julien alors en usage en Angleterre et chez la plupart des protestants).

### Le voyage duMayflower
Ils arrivent en vue de la côte en novembre, à l'emplacement de l'actuelle ville de Provincetown au Cap Cod (Massachusetts). 
Les passagers, qui désiraient s'établir dans la région de Jamestown, découvrent alors qu'ils ont fait fausse route. 

### Le pacte duMayflower
Le 21 novembre 1620 (11 novembre julien), quelques jours avant de débarquer (le 26 novembre 1620), des passagers au nombre d'une centaine, arrivant dans une région hors contrôle commencent à contester les règles de gouvernance de la future implantation. Pour éviter l'anarchie, voire des meurtres, William Bradford et d'autres membres de l'Église séparatiste anglaise qui ont fui les persécutions du roi Jacques Ier proposent des principes généraux de gouvernance, propositions connues sous le nom de « Mayflower Compact » (Pacte du Mayflower). Ce texte édicte les règles de la vie en commun et les principes qui régiront le futur établissement en terre inconnue. Il jette les bases d'une démocratie locale. Ce pacte demeure l'une des sources de la future Constitution des États-Unis,. 

### La colonie de New Plymouth
Un mois plus tard, le 21 décembre, ils fondent la ville de Plymouth (baptisée alors « New Plymouth »).
La première année est très difficile. De nombreux colons succombent à la faim et à la maladie en raison d'une mauvaise alimentation, de conditions météorologiques difficiles et d'un habitat non adapté aux rigueurs hivernales. 
Peu de temps après que les pèlerins ont construit leur colonie, ils sont entrés en contact avec Squanto, un Amérindien membre de la tribu Pawtuxet qui avait été capturé par l'explorateur John Smith pour être conduit à la cour d'Angleterre comme trophée. Ayant réussi à s'échapper en Angleterre, il retourna dans son pays natal. Il sert d'interprète et de médiateur entre les chefs de la petite colonie de Plymouth et les chefs des tribus amérindiennes. C'est également lui qui va leur apprendre à cultiver le maïs, ainsi que où pêcher et chasser le castor, ce qui sauve les colons de la famine. En novembre 1621, les pèlerins célèbrent une fête de la récolte à laquelle sont invités les Pokanoket (en) voisin eux aussi durement frappés par la famine. Ce repas est considéré comme la première célébration du « Thanksgiving Day » et est érigé en fête nationale en 1863 par le président Abraham Lincoln. À partir de 1942, un acte du Congrès promulgué par Franklin Delano Roosevelt fixe la célébration du Thanksgiving Day au quatrième jeudi de novembre.  Le premier Thanksgiving n'incluait ni la traditionnelle purée de pommes de terre (les pommes de terre venaient du Pérou), ni même les dindes qui étaient encore des dindons sauvages; mais les Amérindiens ont probablement apporté des cerfs et il y aurait eu beaucoup de fruits de mer locaux en plus des fruits et légumes (dont des citrouilles) de la première récolte de pèlerins. 
Des dirigeants tels que William Bradford, Myles Standish, John Carver, William Brewster et Edward Winslow ont joué un rôle important dans la cohésion des colons restants. En avril 1621, après la mort du premier gouverneur de la colonie John Carver, Bradford fut choisi à l'unanimité pour occuper ce poste; il fut réélu 30 fois et a été gouverneur de Plymouth pendant presque trente-cinq ans jusqu'en 1656.
En Nouvelle-Angleterre, en 1648, les paroisses des Pères pèlerins de la colonie de Plymouth et les paroisses puritaines de la colonie de la baie du Massachusetts fondent une seule Église congrégationaliste sur la base de la plateforme de Cambridge, Église officielle dans les 2 colonies.
La première paroisse séparatiste des Pères pèlerins et la première paroisse puritaine d'Amérique, fondées respectivement en 1620 à Plymouth et en 1630 à Boston, sont aujourd'hui des paroisses unitariennes universalistes.

### Livres
- (en) Edward Arber, The Story of the Pilgrim Fathers, 1606-1623 A.D. : As Told by Themselves, Their Friends, 2015 (réimpr. 2015, éd.  Scholar's Choice) (1re éd. 1897, éd. Ward and Downey), 654 p. (ISBN 978-1-298-30466-7, lire en ligne),
- (en) Albert Matthews, The term Pilgrim fathers, John Wilson and Son, University Press, 1915, 110 p. (lire en ligne),
- (en) Mary Caroline Crawford, In the Days of the Pilgrim Fathers, 2015 (réimpr. 2019, éd. Forgotten Books) (1re éd. 1920, éd.  Grossett & Dunlap), 388 p. (ISBN 978-1-331-56092-0, lire en ligne),
- (en) Frank Grenville Beardsley, The Builders of a Nation : A History of the Pilgrim Fathers (réimpr. 2018, éd. Forgotten Books) (1re éd. 1921, éd. R.G. Badger), 364 p. (ISBN 978-1-331-45704-6, lire en ligne),
- (en) Elvajean Hall et Margaret B  Pumphrey, Pilgrim stories, Rand McNally, 1961, 148 p. (OCLC 81979173, lire en ligne),
- (en) Elizabeth Payne, Meet the Pilgrim Fathers, Random House Childrens Books, 1er novembre 1966, 100 p. (ISBN 978-0-394-80063-9, lire en ligne),
- (en) Leonard W. Cowie, The Pilgrim Fathers, Putnam Publisher Group, 1970, 136 p. (ISBN 978-0-399-10633-0, lire en ligne),

### Articles
- (en-US) Frederick James Powicke, « John Robinson and the Beginnings of the Pilgrim Movement », The Harvard Theological Review, Vol. 13, No. 3,‎ juillet 1920, p. 252-289 (38 pages) (lire en ligne),
- (en-US) William Elliot Griffis, « What the Pilgrim Fathers Accomplished », The North American Review, Vol. 213, No. 782,‎ janvier 1921, p. 44-51 (8 pages) (lire en ligne),
- (en-US) David Bushnell, « The Treatment of the Indians in Plymouth Colony », The New England Quarterly, Vol. 26, No. 2,‎ juin 1953, p. 193-218 (26 pages) (lire en ligne),
- (en-US) Lyle Glazier, « Communism and the Pilgrim Fathers », American Quarterly , Vol. 6, No. 1,‎ printemps 1954, p. 72-75 (4 pages) (lire en ligne),
- (en-US) Samuel Eliot Morison, « The Plymouth Colony and Virginia », The Virginia Magazine of History and Biography, Vol. 62, No. 2,‎ avril 1954, p. 147-165 (19 pages) (lire en ligne),
- (en-US) Frank Shuffelton, « Indian Devils and Pilgrim Fathers: Squanto, Hobomok, and the English Conception of Indian religion », The New England Quarterly,  Vol. 49, No. 1,‎ mars 1976, p. 108-116 (8 pages) (lire en ligne),
- (en-US) Michael Zuckerman, « Pilgrims in the Wilderness: Community, Modernity, and the Maypole at Merry Mount », The New England Quarterly, Vol. 50, No. 2,‎ juin 1977, p. 255-277 (23 pages) (lire en ligne),
- (en-US) Walter P. Wenska, « Bradford's Two Histories: Pattern and Paradigm in "Of Plymouth Plantation" », Early American Literature, Vol. 13, No. 2,‎ 1978, p. 151-164 (14 pages) (lire en ligne),

### Filmographie
- The Pilgrims, film américain de Edwin L. Hollywood, sorti en 1924.
- Capitaine sans loi, film américain de Clarence Brown, sorti en 1952.
- Mayflower: The Pilgrims' Adventure (en), téléfilm américain diffusé pour la première fois par CBS en 1979.
- Pilgrim, Saison 2 - Épisode 2 de la série Into The Dark / Description : Une femme invite des acteurs à produire au premier Thanksgiving authentique pour sa famille et ses amis. Cependant, les choses prennent une tournure inattendue lorsque les acteurs refusent de rompre avec leur personnage.